# Resultados do Carnaval de Duque de Caxias
Esta e uma lista sobre os resultados do Carnaval de Duque de Caxias.

## 2014
| Pos | Escolas                   | Pts  | Classificação ou rebaixamento | Ref         |
| --- | ------------------------- | ---- | ----------------------------- | ----------- |
| 1   | Flor da Primavera         | 89.5 | Campeã de 2014                | [ 2 ] [ 3 ] |
| 2   | Império do Gramacho       | 84   |                               | [ 2 ] [ 3 ] |
| 3   | Bloco do China            | 81.5 |                               | [ 2 ] [ 3 ] |
| 4   | Laureano                  | 80.5 |                               | [ 2 ] [ 3 ] |
| 5   | Esperança de Nova Campina | 76.5 |                               | [ 2 ] [ 3 ] |
| 6   | Parada Angélica           | 72.5 |                               | [ 2 ] [ 3 ] |

## 2015
| Pos | Escolas                   | Pts  | Classificação ou rebaixamento | Ref   |
| --- | ------------------------- | ---- | ----------------------------- | ----- |
| 1   | Flor da Primavera         | 89   | Campeã de 2015                | [ 4 ] |
| 2   | Bloco do China            | 87.5 |                               | [ 4 ] |
| 3   | Império do Gramacho       | 84   |                               | [ 4 ] |
| 4   | Esperança de Nova Campina | 72   |                               | [ 4 ] |
| 5   | Laureano                  | 62   |                               | [ 4 ] |

## 2016
| Pos | Escolas                   | Pts  | Classificação ou rebaixamento | Ref   |
| --- | ------------------------- | ---- | ----------------------------- | ----- |
| 1   | Flor da Primavera         | 90   | Campeãs de 2016               | [ 5 ] |
| 1   | Bloco do China            | 90   | Campeãs de 2016               | [ 5 ] |
| 3   | Império do Gramacho       | 87   |                               | [ 5 ] |
| 4   | Laureano                  | 77,5 |                               | [ 5 ] |
| 5   | Esperança de Nova Campina | 75,5 |                               | [ 5 ] |